# سيفيليزيشن (لعبة فيديو)
سيفيليزيشن (بالإنجليزية: Civilization) هي لعبة فيديو إستراتيجية تم إنتاجها في سنة 1991 وهي من تصميم سيد ماير وبروس شيلي لأجهزة مايكرو بروس في سنة 1991، مهمة اللعبة هي بناء إمبراطورية مع مرور الوقت وتقع أحداث اللعبة في سنة 4000 قبل الميلاد ويستطيع اللاعب من خلالها تكبير وتطوير إمبراطوريته ومع مرور السنين تصبح هذه الإمبراطورية حضارة وقد طورت اللعبة لأجهزة دوس وآي بي إم المتوافق.

## روابط خارجية
- سيفيليزيشن على موقع IMDb (الإنجليزية)